# 味觉减退
味觉减退是指人的舌頭接觸食物時無法立即分辨出甜味、酸味、苦味或咸味，即使分辨出具體味道，速度也要比正常人慢不少。舌頭完全無法分辨出味道則是味觉丧失。造成味觉减退的原因有接觸到博来霉素以及缺锌。